# Ferdinand Wilhelm von Bayern

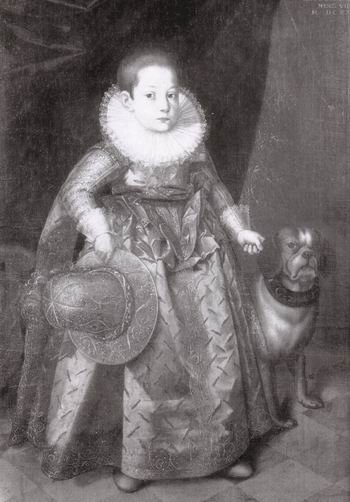
Ferdinand Wilhelm, Kinderporträt in Domherrentracht

Ferdinand Wilhelm von Bayern (* 25. August 1620; † 23. Oktober 1629), der als 9-Jähriger starb, war Inhaber von Domherrenpräbenden in Münster, Köln und Salzburg.

## Leben

### Herkunft und Familie
Ferdinand Wilhelm von Bayern stammte aus dem Hause Wittelsbach und war der Sohn des Albrecht von Bayern (1584–1666, Herzog von Bayern–Leuchtenberg) und dessen Gemahlin Mechthildis von Leuchtenberg (1588–1634), Tochter des Landgrafen Georg Ludwig und seiner Frau Prinzessin Marie Salome von Baden-Baden. Sein Bruder Karl Johann Franz (1618–1640) war Prinz von Bayern, Maximilian Heinrich (1621–1688) Kurfürst und Erzbischof von Köln und Albrecht Sigismund (1623–1685) Fürstbischof von Regensburg und Freising.

### Präbenden
Am 16. September 1625 wurde im Namen von Ferdinand Wilhelm eine Provision auf die münstersche Dompräbende des Dompropstes Otto von Dorgelo vorgelegt. Vier Tage später folgte der Abstammungsnachweis. Daraufhin übergab Kurfürst Ferdinand nach einem Indult durch Papst Urban VIII. am 18. Juni bzw. 18. Juli 1626 die freie münsterische Dompropstei an Ferdinand Wilhelm. Am 31. Juli 1626 nahm er die Präbende in Besitz. Er besaß auch Präbenden des Kölner und des Salzburger Domkapitels.